# Maylandia sciasma
Maylandia sciasma és una espècie de peix de la família dels cíclids i de l'ordre dels perciformes.

## Etimologia
Maylandia fa referència a l'ictiòleg alemany Hans J. Mayland i sciasma (ombra) prové del grec en al·lusió a les aletes pelvianes negres del mascle.

## Descripció
Fa 7,1 cm de llargària màxima. Cap moderadament inclinat i amb premolars a la filera exterior de les mandíbules. Les aletes pelvianes negres, les galtes de color blau fosc, l'aleta dorsal blava i sense una banda submarginal negra en els mascles reproductors i les femelles de color marró clar amb les vores de les aletes grogues distingeixen aquesta espècie de totes les altres del mateix gènere. Els mascles reproductors es diferencien d'algunes poblacions de Maylandia zebra per la presència d'una sola franja interorbitària (2 en M. zebra) i pel pigment negre a les membranes anteriors de l'aleta anal. Les femelles tenen més bandes verticals per sota de l'aleta dorsal en comparació a les de Maylandia aurora (7-10 vs. 6).

## Hàbitat i distribució geogràfica
És un peix d'aigua dolça, bentopelàgic i de clima tropical (10°S-11°S, 34°E-35°E), el qual viu a l'Àfrica oriental: el llac Malawi a Tanzània.

## Observacions
És inofensiu per als humans.